# Пежо тип 143
Пежо тип 143 (фр. Peugeot Type 143) је аутомобил произведен између 1912. и 1913. године од стране француског произвођача аутомобила Пежо у њиховој фабрици у Оданкуру. У тој години је произведено 300 јединица.
Аутомобил је покретао четворотактни, четвороцилиндрични мотор снаге 12 КС и запремине 2000 cm³. Мотор је постављен напред и преко кардана давао погон на задње точкове.
Међуосовинско растојање је 2839 мм и размак точкова 1250 мм. Каросерија је облика торпедо са простором за четири особе, а спортска верзија је двосед.